# Tigerland
Tigerland is een Amerikaanse film uit 2000, geregisseerd door Joel Schumacher. De film gaat over een Amerikaans trainingskamp, ten tijde van de Vietnamoorlog.

## Verhaal
Hoofdpersoon Roland Bozz is een militair tijdens de Vietnamoorlog, zonder respect voor autoriteiten, maar die de leider wordt van een peloton in training.
Zijn vriend hier is Paxton, hun vijand is Wilson. Tijdens een schietoefening probeert Wilson Bozz neer te schieten, wat mislukt. Als gevolg wordt Wilson overgeplaatst naar een ander peloton.
Tijdens een oefening in Tigerland (een nabootsing van de bossen in Vietnam) komen deze twee pelotons elkaar tegen. Terwijl Bozz en zijn mannen patrouilleren moeten Wilson en nog iemand uit zijn Peloton een valstrik zetten, door met verfkogels op hen te schieten, maar Wilson begint met echte kogels te vuren: dit mislukt wederom, hij wordt gearresteerd en uit het leger gestuurd.
Bozz en zijn mannen gaan naar Vietnam.

## Rolverdeling
| Acteur              | Personage    |
| ------------------- | ------------ |
| Colin Farrell       | Roland Bozz  |
| Matthew Davis       | Jim Paxton   |
| Clifton Collins jr. | Miter        |
| Tom Guiry           | Cantwell     |
| Shea Whigham        | Wilson       |
| Russell Richardson  | Johnson      |
| Cole Hauser         | Cota         |
| Neil Brown jr.      | Jamoa Kearns |
| Tory Kittles        | Ryan         |
| Nick Searcy         | Saunders     |
| Afemo Omilami       | Ezra Landers |
| Matt Gerald         | Eveland      |
| Michael Shannon     | Filmore      |
| James Macdonald     | Thomas       |